# ناتالی (تگزاس)
ناتالی، تگزاس (به انگلیسی: Natalia, Texas) یک شهر در ایالات متحده آمریکا با جمعیت ۱٬۶۶۳ نفر است که در تگزاس واقع شده‌است.

## موقعیت جغرافیایی
موقعیت جغرافیایی شهرها و مناطق اطراف به شرح زیر است: